# Державні нагороди Республіки Молдова

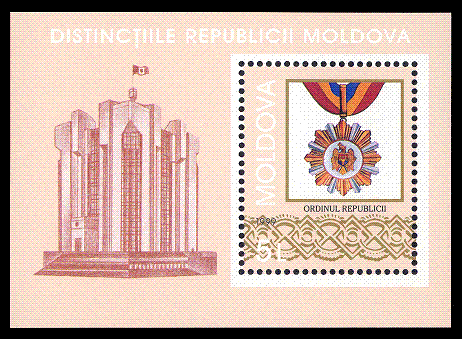

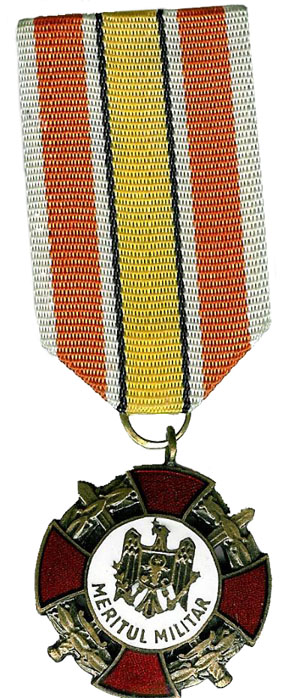
Медаль за бойові заслуги

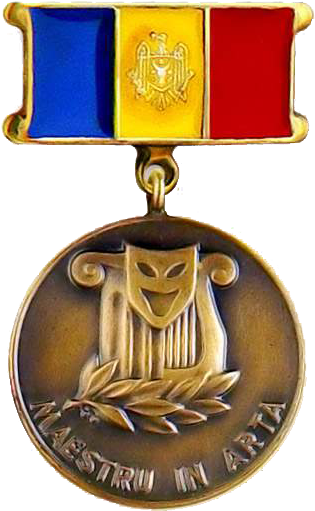
Маестро мистецтв

Державними відзнаками Республіки Молдова є ордени, медалі, в тому числі ювілейні, і почесні звання, які присвоюються на знак вдячності та оцінки заслуг фізичних і юридичних осіб, які відзначилися в мирний час або під час бойових дій.

## Загальні дані
Державні відзнаки встановлюються Парламентом відповідно до Конституції Республіки Молдова.
Ювілейні медалі встановлюються звичайним законом.
Парламент затверджує положення, опис і зразки відзнак і знаків до державних нагород.
Державними відзнаками нагороджуються громадяни Республіки Молдова, підприємства, установи, організації, творчі колективи та військові частини, а також іноземні громадяни, особи без громадянства, підприємства, установи, організації та творчі колективи іноземних держав.
Державні відзнаки можуть бути надані особам і посмертно.
Вид державної нагороди визначається відповідно до заслуг фізичних та юридичних осіб, яким вона нагороджується.
Повторне нагородження однієї й тієї самої державної нагороди особи не допускається.
Нагородження державними нагородами здійснюється указами Президента Республіки Молдова, які публікуються.
Президент Республіки Молдова — вища посадова особа в Республіці Молдова — нагороджується державними нагородами Президією Парламенту.
Фізична особа, нагороджена орденом, носить звання кавалера цього ордена.
При нагородженні військових частин назви відзнак включаються до їх найменувань, а при нагородженні підприємств, установ, організацій, творчих колективів за бажанням до їх найменувань включаються назви відзнак.

## Ієрархія орденів і медалей

### Ордени Республіки Молдова
1. Орден Республіки
2. Орден «Штефана Великого»
3. Орден «Богдан-Засновник»
4. Орден Пошани
5. Орден «Трудоів слава»
6. Орден «Вдячність Вітчизни».
7. Орден «Віра Вітчизні» І, ІІ та ІІІ ступенів

### Медалі Республіки Молдова
1. Медаль «Бойові заслуги»
2. Медаль «За трудову доблесть»
3. Медаль «Громадянські заслуги»
4. Медаль «Міхай Емінеску».
5. Медаль «Ніколае Тестеміцану».

## Почесні звання Республіки Молдова
Почесні звання присвоюються за особливі заслуги та значні успіхи у відповідних сферах діяльності. Знаки почесних звань виготовляються з томпаку і являють собою коло діаметром 25 мм, у центрі якого розміщено символи почесних звань у стилізованих рельєфних зображеннях. По колу рельєфно розміщені написи почесних звань.
Нагрудні знаки кріпляться за допомогою кільця до емальованої латунної планки кольорів Державного Прапора Республіки Молдова: синього, жовтого, червоного. На аркуші жовтої емалі нанесено полірований золотом Державний герб Республіки Молдова.
Нагрудний знак до почесного звання «Заслужений художній колектив» не передбачено.
1. «Народний артист» (нагрудний знак: іонічна колона, ліра, театральна маска та лаврова гілка)
2. «Маестро мистецтв» (знак: іонічна колона, ліра, театральна маска та лаврова гілка)
3. «Маестро літератури» (нагрудний знак: розгорнута книга, а над нею зображення Пегаса і пір'я)
4. «Om Emeritus» (нагрудний знак: Державний Герб Республіки Молдова)
5. «Почесний артист» (нагрудний знак: іонічна колона, ліра, театральна маска та лаврова гілка)
6. «Маестро-будівельник» (нагрудний знак: Державний Герб Республіки Молдова)
7. «Заслужений художній колектив» (без значка)

## Відповідність нагород Республіки Молдова нагородам СРСР
Відповідність державних нагород колишнього СРСР відповідно до їх важливості державним нагородам Республіки Молдова (згідно з додатком до Постанови Парламенту № 533-XII від 13 липня 1995 р. щодо прав громадян Республіки Молдови, відзначений державними нагородами колишнього СРСР).
| Державні відзнаки Республіки   | Державні нагороди колишнього СРСР                   |
| ------------------------------ | --------------------------------------------------- |
| Орден Республіки               | Звання Героя Радянського Союзу                      |
| Орден Республіки               | Кавалер ордена Слави трьох ступенів                 |
| Орден Республіки               | Звання Героя Соціалістичної Праці                   |
| Орден Республіки               | Кавалер ордена «Трудова Слава» трьох ступенів       |
| Орден Республіки               | Орден Леніна                                        |
| Орден «Штефана Великого»       | Орден Червоного Прапора                             |
| Орден «Штефана Великого»       | Орден Вітчизняної війни 1-2 ступеня                 |
| Орден «Штефана Великого»       | Орден Червоної Зірки                                |
| Орден «Штефана Великого»       | Орден Слави                                         |
| Орден «Штефана Великого»       | Орден «За особисту мужність»                        |
| Орден «Трудова слава»          | Орден Жовтневої Революції                           |
| Орден «Трудова слава»          | Орден Трудового Червоного Прапора                   |
| Орден «Трудова слава»          | Орден Дружби народів                                |
| Орден «Трудова слава»          | Орден Почета («Знак Почета»)                        |
| Орден «Трудова слава»          | орден «Трудова слава»                               |
| Орден «Трудова слава»          | Орден «За службу Батьківщині в Збройних Силах СРСР» |
| Орден «Трудова слава»          | Орден «Мати-героїня»                                |
| Медаль «Бойові заслуги».       | Медаль «За бойові заслуги»                          |
| Медаль «За трудову доблесть»   | Медаль «За відвагу»                                 |
| Медаль за громадянські заслуги | Медаль «За трудову доблесть»                        |
| Медаль за громадянські заслуги | Медаль «За трудову відзнаку»                        |
| Медаль за громадянські заслуги | Медаль «За вогневу відвагу»                         |
| Почесні звання РССМ            | Почесні звання колишнього СРСР                      |

## Позбавлення державних нагород
Зняття державних нагород здійснюється лише Президентом Республіки Молдова, якщо особа:
- була засуджена за вчинення тяжкого злочину за поданням суду в порядку та в установленому законодавством порядку;
- вчинила дії, що суперечать положенням Конституції Республіки Молдова, за пропозицією органу, який звернувся до нагородження.

Президент Республіки Молдова видає укази про позбавлення державних нагород.
Вилучені державні нагороди повертаються до органу, що вирішує питання нагородження державними нагородами.

## Заборони та відповідальність
Закон № 1123 забороняє встановлення та виготовлення нагрудних знаків, що нагадують державні нагороди.
Забороняється також носіння державних нагород особами, які не мають на це права, а також купівля, продаж, підробка, зміна, передача орденів і медалей з оплатою, заволодіння нагрудними знаками шахрайським шляхом або вчинення інших протиправних дій щодо державних нагород передбачає встановлені відповідальність за законом.

## Галерея

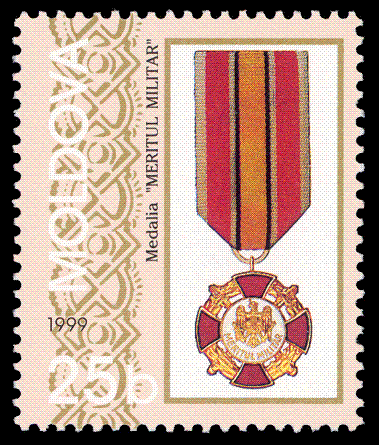
Медаль «Бойові заслуги»
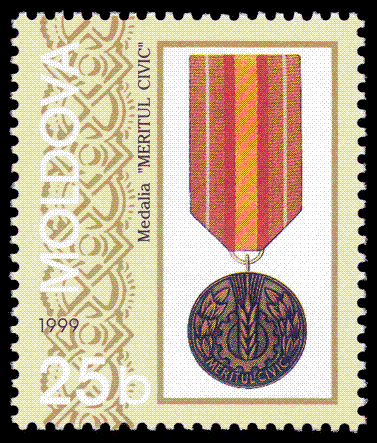
Медаль «Громадянські заслуги»
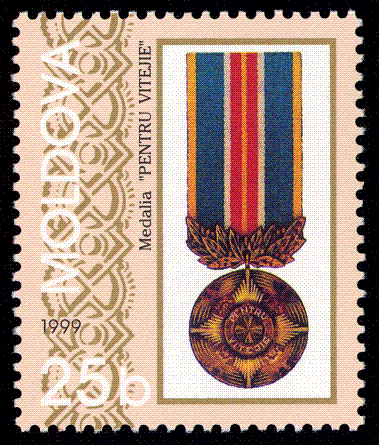
Медаль «За трудову доблесть»
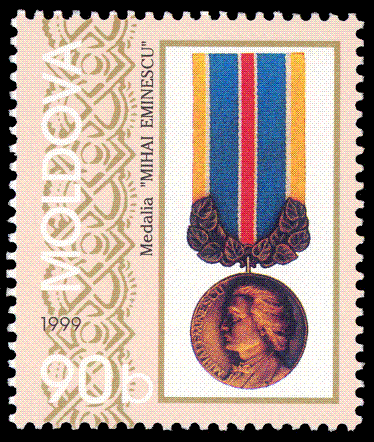
Медаль «Міхай Емінеску»
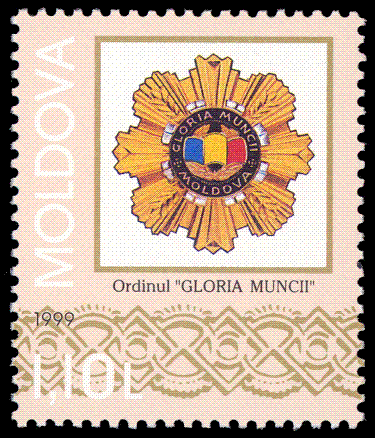
Орден «Слава праці»
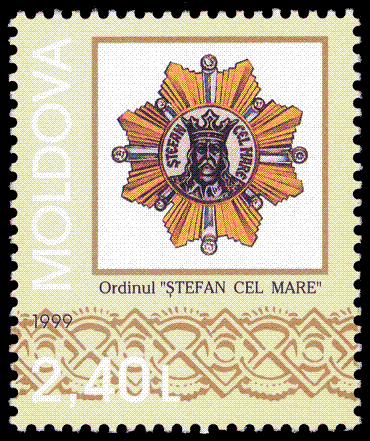
Орден «Штефана Великого»